# Freya Wippich
Freya Wippich, née Weghofer (née le 23 mai 1952 à Klagenfurt) est une chanteuse autrichienne.

## Biographie
Freya Weghofer est découverte à ses débuts lors d'un concours de talents et publie son premier single en 1964, Do not Ask / I Walk Through the Rain. Elle étudie ensuite au Conservatoire de Carinthie.
Elle chante notamment avec Georg Danzer des Madcaps le titre In deine Oam, qu'il écrit pour elle. Elle a son premier grand succès en 1970 à 17 ans dans le rôle de Sheila dans la première allemande de la comédie musicale Hair à Munich, où elle effectue plusieurs tournées dans les pays germanophones ; plus tard, elle joue Jeannie. Sur la bande originale parue en 1970, elle chante seule Ich glaub nur an eins, Friede… et Nein sagt sich so leicht. En 1971, elle participe à des concours internationaux de chant comme en Autriche, le festival de Sanremo ou le festival de Sopot où elle a la septième place avec Nein sagt sich so leicht. Elle déménage à Brême puis Hambourg, où elle est actrice de comédie musicale, par exemple en 1970 Jamais le dimanche.
En 1973, elle rencontre Bernd Wippich, l'année suivante  ils se marient et ont une fille, Jennifer Böttcher qui sera actrice de doublage et chanteuse ; Freya Weghofer poursuit sa carrière sous son nom d'épouse. En 1976, elle est membre de la formation rock Rudolf Rock & die Schocker et chante avec Udo Lindenberg. Elle l'accompagne lors de ses tournées en 1978. En solo, elle sort chez Telefunken les singles Du bist wie das Meer / Sänger (1975) et Danny / Alaska (1976). En 1977, elle et son mari forment le duo Freya & Bernd Wippich qui s'appelle Friar (l'anglais de Frère). En 1977, ils publient un premier album In eigener S(pr)ache et chez RCA les singles Dann pfeif’ drauf / Schlaf mein Kind et Simpathy / Electric Dancer. En 1978, le couple se présente au concours de sélection allemand pour le Concours Eurovision de la chanson 1978 avec le titre Ich trag’ deinen Namen et est treizième des quinze participants. En 1979, il sort chez RCA l'album Friar et le single In the Summertime / Windsurfer et en 1981 de nouveau sous le nom de Freya & Bernd Wippich le single Meine Party / Oh, ich glaub', ich bin verloren.
Avec son mari, Rale Oberpichler, Franz Plasa et d'autres, elle forme le groupe Odin qui publie en 1982 l'album Feuer. En 1983, la famille s'installe à Munich. Après que Lucy Neale et Christina Harrison quittent en 1985 The Hornettes, groupe à succès au début des années 1980, elle rejoint avec Jackie Carter le quatuor vocal de Munich, où elle est active jusqu’à la dissolution en 1994. Elle a un petit rôle dans le film autrichien La Fille au vautour (de), sorti en 1988.
En 2006, Freya et son mari déménagent dans sa ville natale d'Autriche, Klagenfurt. Elle forme un groupe féminin The Ladies qui publie en 2010 un album Cat Pack chez Lakesidemusic Records.
Bernd Wippich meurt en 2014 d'un cancer du poumon.

## Source de la traduction
- (de) Cet article est partiellement ou en totalité issu de l’article de Wikipédia en allemand intitulé « Freya Wippich » (voir la liste des auteurs).